# Мохамад Мунир
Мохамад Мунир (индон. Mohamad Munir; 27 октября 1925, Мадура — 14 мая 1985, Джакарта), в некоторых источниках Мохаммед Мунир — индонезийский коммунист, член политбюро КПИ, руководитель прокоммунистического профобъединения SOBSI. Во время антикоммунистической кампании 1965—1966 скрывался в подполье. Арестован в 1968 году, провёл в заключении почти 18 лет. Расстрелян в мае 1985 года.

## Коммунистический профорганизатор
Родился в бедной семье на острове Мадура. Работал перевозчиком. В независимой Индонезии занялся профсоюзной деятельностью.
В 1947 году Мохамад Мунир организовал профсоюз автотранспортных рабочих. Был также активистом профсоюза работников судоходства. Оба объединения принадлежали к профцентру Центральная всеиндонезийская рабочая организация (SOBSI), близкому к Коммунистической партии Индонезии.
С 1950 Мунир — председатель джакартской организации SOBSI. На IV съезде SOBSI в начале 1965 был избран председателем Национального совета. Представлял SOBSI во Всемирной федерации профсоюзов.
Мохамад Мунир был одним из руководителей компартии. Состоял в политбюро, занимал пост секретаря КПИ. Курировал в партийном руководстве связи с профсоюзами. Возглавлял территориальную организацию КПИ Восточной Явы.

## Подполье, арест, приговор
30 сентября 1965 года прокоммунистическая группа Унтунга совершила попытку государственного переворота в Индонезии. Путч был подавлен, ответом стала мощная антикоммунистическая кампания, сопровождавшаяся массовыми убийствами членов и сторонников КПИ.
Несколько руководящих функционеров КПИ, в том числе Мохамад Мунир, сумели скрыться на тайной партийной базе под Блитаром и пыталась организовать сопротивление. Мунир участвовал в тайном совещании 6 октября, на котором обсуждался вопрос о создании подпольных ячеек и проведении массовых акций против новых властей. Однако сколько-нибудь серьёзного успеха добиться не удалось. В сентябре 1968 года база была обнаружена и захвачена военными. Арестованные коммунисты заключены в тюрьмы Джакарты и Восточной Явы.
Суд над Муниром состоялся только в 1973, через пять лет после ареста (из чего делался вывод, что власти не усматривали в нём особой опасности). Мохамад Мунир был приговорён к смертной казни. Апелляция отклонена в 1981. На прошение о помиловании, поданное женой Мунира, президент Сухарто ответил отказом в 1983.

## Казнь
Мохамад Мунир был внезапно выведен из камеры и расстрелян 14 мая 1985. Спустя два месяца, 19 июля расстреляли ещё троих коммунистов, взятых в 1968 году — Джоко Унтунга, Гато Лестарио, Рустомо.
Волна репрессий, поднятая почти через двадцать лет после событий, когда политическая обстановка в Индонезии давно стабилизировалась, вызвала в мире не только возмущение, но и недоумение. Цель внезапных расстрелов выглядела непонятной. Некоторые эксперты предположили, что эта акция была призвана консолидировать верхушку и аппарат режима Сухарто, преодолеть конфликты между мусульманскими и католическими кругами, создать некое «объединяющее дело». Власти также послали угрожающий сигнал общественным активистам, выступавшим за политические реформы.